# Julia Weber (Kunsthistorikerin)
Julia Weber (* 1979) ist eine deutsche Kunsthistorikerin. Seit 2016 ist sie Direktorin der Porzellansammlung der Staatlichen Kunstsammlungen Dresden.

## Leben
Weber studierte von 1998 bis 2005 Kunstgeschichte, Klassische Archäologie und Französische Philologie an den Universitäten Augsburg und Bonn. Für ihre Magisterarbeit zum Thema Kunst als Instrument der Diplomatie: der Porzellangeschenkaustausch zwischen dem sächsisch-polnischen und dem französischen Hof von 1745–1750 erhielt sie 2007 den Helmut-Seling-Preis. 2011 wurde sie an der Universität Basel bei Barbara Schellewald mit einer Arbeit über Meißner Porzellane mit Dekoren nach ostasiatischen Vorbildern promoviert.
Von 2005 bis 2007 war sie Volontärin am Museum für Kunst und Kulturgeschichte Dortmund. Im Anschluss ging sie als wissenschaftliche Mitarbeiterin zum Bayerischen Nationalmuseum in München, wo sie 2012 als stellvertretende Referentin die Verantwortung für die keramischen Sammlungen übernahm, darunter insbesondere die Sammlung Meißener Porzellane der Stiftung Ernst Schneider im Schloss Lustheim, über die sie promoviert hatte. Diese Sammlung wurde, unterstützt durch die Ceramica-Stiftung, von ihr in einem zweibändigen Katalog mit 483 Einträgen dokumentiert. Außerdem wirkte sie an der Erarbeitung einer neuen Dauerausstellung zu den Beständen des Barock und Rokoko mit.
Die Auswahl Webers als Nachfolgerin von Ulrich Pietsch für die Leitung der Porzellansammlung im Dresdner Zwinger durch eine Findungskommission wurde vom sächsischen Kabinett bestätigt. Sie trat die Stelle am 1. August 2016 an.

## Veröffentlichungen (Auswahl)
- Meißener Porzellane mit Dekoren nach ostasiatischen Vorbildern. Stiftung Ernst Schneider in Schloss Lustheim. Herausgegeben von Renate Eikelmann. Hirmer, München 2013, ISBN 978-3-7774-9091-5 (Rezension)